# Ansar al-Charia (Tunisie)
Pour les articles homonymes, voir Ansar al-Charia.
Ansar al-Charia (arabe : أنصار الشريعة soit « Partisans de la charia ») est un groupe islamiste salafiste actif en Tunisie de 2011 à 2015 et comptant plusieurs milliers de partisans en 2013.

## Histoire
À la suite de la révolution de 2011, de nombreux prisonniers politiques islamistes détenus par le régime de Zine el-Abidine Ben Ali sont libérés, y compris Abou Iyadh qui avait cofondé le Groupe combattant tunisien avec Tarek Maaroufi en juin 2000. Abou Iyadh alors fonde Ansar al-Charia en avril 2011, qu'il dirige avec le prédicateur Abou Ayoub et l'idéologue Al-Khatib al-Idrissi,.
Le groupe établit rapidement une branche médiatique, al-Qayrawān Media Foundation, et développe différents canaux de communication, y compris un blog, une page Facebook et un magazine. Il fait campagne pour la libération de prisonniers islamistes, comme Omar Abdel Rahman, Abou Qatada et des Tunisiens qui avaient combattu avec Al-Qaïda en Irak et sont détenus dans les prisons irakiennes.
Le groupe tient également une conférence nationale à Kairouan en 2012, durant laquelle Abou Iyadh appelle à l'islamisation des secteurs des médias, de l'éducation, du tourisme et du commerce, ainsi qu'à la création d'un syndicat islamique à même de concurrencer l'Union générale tunisienne du travail de tendance laïque.
Les membres d'Ansar al-Charia ont régulièrement pris part à des manifestations contre ce qu'ils considèrent comme du blasphème et ont été suspectés d'être impliqués dans un certain nombre d'incidents violents, même si peu de preuves ont été présentées et si l'organisation n'a pas été interdite. Parmi les incidents figurent des attaques contre la chaîne de télévision Nessma qui a diffusé le film Persepolis en octobre 2011, contre une exposition d'art controversée en juin 2012 et contre l'ambassade américaine à Tunis en septembre 2012, dans le cadre des manifestations et attentats anti-américains.
Le 17 mai 2013, le ministère de l'Intérieur interdit le congrès d'Ansar al-Charia programmé pour le 19 à Kairouan. Les islamistes guidés par Abou Iyadh, recherché par la police depuis l'attaque contre l'ambassade américaine, annoncent qu'ils n'ont pas besoin d'une autorisation, le ministère indiquant que les déclarations des responsables d'Ansar al-Charia sont considérées « comme un défi ouvert contre les institutions de l'État, une incitation contre elles et une menace de l'ordre public ». Dans une interview accordée à Al Jazeera, le chef du gouvernement Ali Larayedh affirme que le refus d'autoriser ce meeting se base sur trois critères, à savoir que Ansar al-Charia a défié le gouvernement et l'État, que cette organisation est illégale, qu'elle a exercé la violence et qu'elle est en relation avec le terrorisme.
Après la décision du gouvernement d'interdire le congrès, des affrontements éclatent le 19 mai à la mi-journée entre policiers et salafistes à la cité Ettadhamen, où le groupe avait appelé ses militants à se réunir faute de pouvoir se rendre à Kairouan. Deux cents salafistes présumés sont arrêtés, trois manifestants et quinze policiers blessés, dont trois grièvement, selon le ministère de l'Intérieur, qui évoque « plus de sept cents […] islamistes extrémistes [équipés] de mélanges incendiaires, de projectiles et d'armes blanches ».
Le 27 août 2013, le chef du gouvernement tunisien Ali Larayedh annonce le classement du mouvement salafiste en tant qu'organisation terroriste en raison de sa responsabilité entre autres dans la planification de l'assassinat des opposants politiques Chokri Belaïd et Mohamed Brahmi, l'attaque de plusieurs postes de police et militaires, ainsi que ses liens avec Al-Qaïda au Maghreb islamique. Cependant, le 27 juillet 2013, Ansar al-Charia dément être impliqué dans l'assassinat de Chokri Belaïd et de Mohamed Brahmi. Le meurtre des deux hommes politiques tunisiens est revendiqué par l'État islamique le 18 décembre 2014,.
Entre 2013 et 2014, le groupe Ansar al-Charia se dissout progressivement : bon nombre de ses membres partent en Syrie ou en Libye et rejoignent l'État islamique ou le groupe libyen Ansar al-Charia ; Abou Iyadh lui-même trouve refuge en Libye. Certains combattants restent cependant en Tunisie et rallient la katiba Okba Ibn Nafaâ, la branche tunisienne d'Al-Qaïda au Maghreb islamique commandée par Lokman Abou Sakhr,.
En mars 2015, le ministre tunisien de l'Intérieur annonce qu'Ansar al-Charia a été démantelé, mais que son rôle a été repris par la katiba Okba Ibn Nafaâ.

## Inscription comme organisation terroriste
Ansar al-Charia est placé sur la liste tunisienne des organisations terroristes après avoir été accusé des assassinats de Chokri Belaïd et Mohamed Brahmi. Le 23 septembre 2014, il est intégré à la liste des organisations et personnes considérées par l'ONU comme proches d'Al-Qaïda ou des talibans, liste instituée dans le cadre de la résolution 1267 du 15 octobre 1999 visant à lutter contre le terrorisme.
Le 10 janvier 2014, l'organisation est intégrée à la liste noire des organisations terroristes dressée par les États-Unis puis, le 23 septembre de la même année, à la liste des organisations et personnes considérées par l'ONU comme proches d'Al-Qaïda ou des talibans, liste instituée dans le cadre de la résolution 1267 du 15 octobre 1999 visant à lutter contre le terrorisme.

## Drapeaux
Ansar al-Charia utilise deux versions noires et blanches du drapeau utilisé par les salafistes djihadistes.

Première version.
Deuxième version.